# Love or Lust
Love or Lust ist das zweite Studioalbum der US-amerikanischen Powerpop-Band Cash Cash. Es wurde am 19. April 2011 veröffentlicht. Victim of Love wurde als erste Single des Albums am 5. April 2011 veröffentlicht.

## Trackliste
| Titel                                     | Länge |
| ----------------------------------------- | ----- |
| Victim of Love                            | 3:22  |
| Naughty Or Nice (featuring ADG)           | 3:05  |
| Sexin’ On the Dance Floor (featuring ADG) | 3:17  |
| Jersey Girl                               | 3:36  |
| Wasted Love                               | 3:18  |
| One Night Stand                           | 3:14  |
| Dirty Lovin’                              | 3:02  |
| I Have One Regret                         | 4:42  |
| Jaw Drop                                  | 3:35  |
| Obsessed                                  | 4:41  |

### Bonustracks
| Titel                               | Länge |
| ----------------------------------- | ----- |
| Victim of Love (Suareasy Remix)     | 3:44  |
| Can’t Stop Looking (DJ FBomb Remix) | 3:53  |

## Mitwirkende
- Jean Paul Makhlouf – Gesang
- Alex Luke Makhlouf – Keyboard, Hintergrundgesang
- Sam Frisch – Gitarre, Hintergrundgesang
- Anthony Villacari – Schlagzeug